# باب بنت
باب بنت (به انگلیسی: Bob Bennett) سناتور سابق عضو حزب جمهوری‌خواه ایالات متحده آمریکا بود. وی در سال ۱۹۹۳ تا ۲۰۱۱ میلادی سناتور ایالت یوتا در سنای ایالات متحده آمریکا بود.